# 光時域反射儀

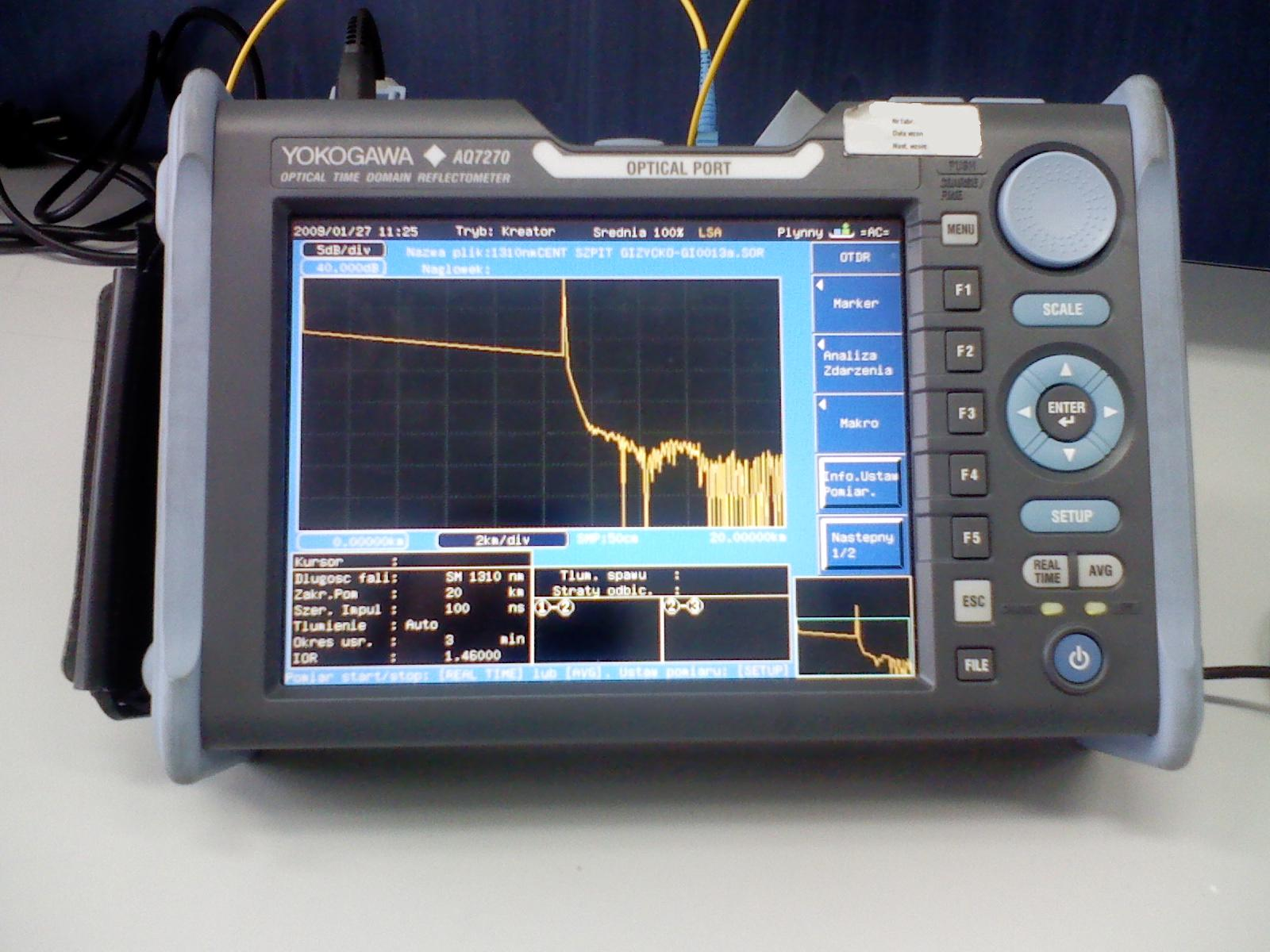
光時域反射儀

光時域反射儀（英語：Optical Time Domain Reflectometer，缩写：OTDR）是電信領域中用來量測光纖特性的儀器。
光時域反射儀會打入一連串的光突波進入光纖來檢驗。檢驗的方式是由打入突波的同一側接收光訊號，因為打入的訊號遇到不同折射率的介質會散射（瑞利散射（Rayleigh scattering））及反射回來。反射回來的光訊號強度會被量測到，並且是時間的函數，因此可以將之轉算成光纖的長度。
光時域反射儀可以用來量測光纖的長度、衰減，包括光纖的熔接處及轉接處皆可量測。在光纖斷掉時也可以用來量測中斷點。

## 外部鏈接
维基共享资源上的相關多媒體資源：光時域反射儀